# Lothringisch (fränkisch)
Lothringische Mundarten – nicht zu verwechseln mit der galloromanischen Sprache Lothringisch – ist im weiteren Sinne eine Sammelbezeichnung für die in Lothringen gesprochenen rheinfränkischen und moselfränkischen Dialekte, inklusive Luxemburgisch, welche zum Westmitteldeutschen gehören. Sie werden in den nordöstlichen Teilen des französischen Départements Moselle gesprochen und heißen dort „Platt“, „Lothringer Platt“ oder „Lothringer Déitsch“. Auf Französisch verwendet man die Bezeichnungen patois (Platt, unspezifisch) und seit etwa 1980 francique (Fränkisch). Die deutsch-lothringischen Dialekte werden seit 1945 stark durch das Französische zurückgedrängt. Die seither geborenen Lothringer sprechen die Mundart zwar häufig noch als Zweitsprache, für die nach 1980 Geborenen ist Lothringisch aber meist höchstens noch „Großmuttersprache“. Lothringisch ist damit vom Aussterben bedroht. Sein Verbreitungsgebiet bildet den am weitesten südlich gelegenen Teil des geschlossenen mitteldeutschen Sprachraums.
Lothringisch im engeren Sinne ist nur der rheinfränkische Teil.

Dialekte im Departement Moselle

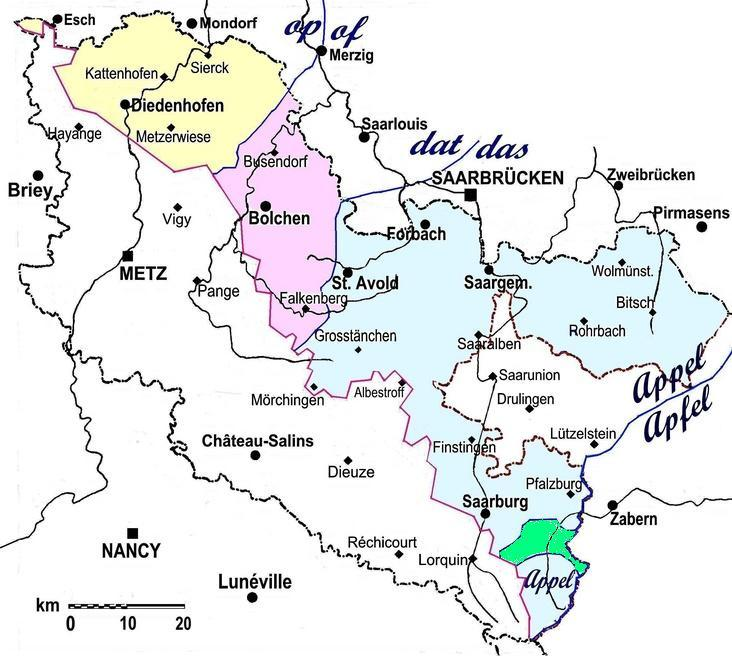
Isoglossen im Departement Moselle

Dialektgebiet um 1630

## Geschichte

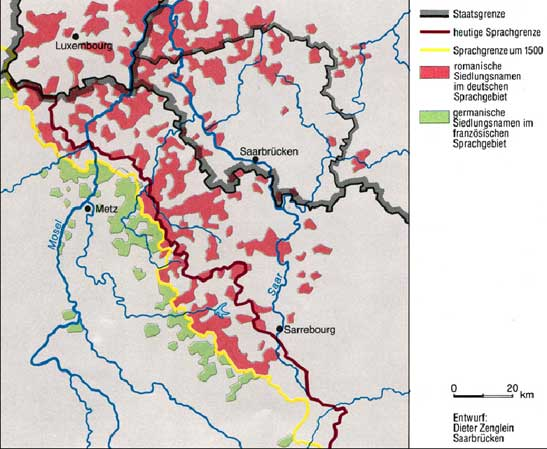
Reliktnamen und historische Entwicklung der Sprachgrenze

In das Gebiet der Gallia Belgica drang seit dem 1. Jahrhundert vor Christus mit der Römischen Eroberung das Lateinische als Amts-, Schrift- und Verkehrssprache ein, seit dem 5. Jahrhundert nach Christus mit dem Vordringen germanischer Volksgruppen von Osten das Alemannische und von Norden das Fränkische. Die soziale, räumliche und zeitliche Staffelung der Sprachverhältnisse ist unbekannt. Innerhalb des Fränkischen Reiches bildete sich gegen Ende des ersten Jahrtausends nach Christus durch einen friedlichen Ausgleichsprozess eine Sprachgrenze zwischen den althochdeutschen und altfranzösischen Dialekten aus, die über 1000 Jahre lang bis in das 20. Jahrhundert als deutsch-französische Sprachgrenze bestand und sich in diesem langen Zeitraum nur wenig nach Nordosten verschob. Auf die Sprachgrenze verweisen die Namen von Ortschaften wie Audun-le-Tiche (Deutsch-Oth) und Audun-le-Roman (Welsch-Oth) oder die Namen der beiden Quellflüsse der Nied, Nied Allemande (Deutsche Nied) und Nied Française (Französische Nied).
Seit der Französischen Revolution interessierte sich die Regierung in Paris erstmals für die Sprache ihrer Untertanen. Die Ideen von Freiheit, Gleichheit und Brüderlichkeit sollten den Staatsbürgern nun mit der französischen Sprache vermittelt werden; alle Mundarten galten als überholt und bildungsfeindlich. Diese Vorstellung bestimmt seitdem die französische Politik gegenüber den Regionalsprachen. In der Praxis wurde im 19. Jahrhundert in der Schule französisch unterrichtet und die Kinder vergaßen anschließend das Gelernte häufig wieder oder begriffen es erst gar nicht, da im Ort und in der Familie Mundart gesprochen wurde. Nach 1871 wurde Deutsch Amtssprache und in den deutschsprachigen Gebieten der Schulunterricht auf Deutsch erteilt. Als das Gebiet 1919 wieder zu Frankreich kam, wurde Französisch alleinige Amts- und Schulsprache. In der Zwischenkriegszeit und bis 1945 erschienen noch zahlreiche Zeitungen auf Deutsch. Nach 1945 wurde die deutsche Sprache aus den Medien verdrängt. In den 1960er Jahren mit dem Aufkommen der Fernsehantennen auf den Hausdächern waren die Antennen in Richtung der Fernsehsender von Luxemburg und Deutschland ausgerichtet, die deutschsprachige Programme anboten. Dies änderte sich mit den folgenden Generationen, die nach 1945 in der Schule ausschließlich Französisch gelernt hatten. Mit der Lockerung der Sprachpolitik um 1990 konnte sich der Sender „Radio Melodie“ in Saargemünd mit deutschsprachigen Aussendungen etablieren. Insbesondere nach 1945 war der Dialekt wegen seiner Nähe zum Deutschen verpönt, und immer mehr Eltern gingen dazu über, ihn nicht mehr an ihre Kinder weiterzugeben. Seit etwa 1980 ist das fast ausschließlich der Fall, so dass die nach etwa 1980 Geborenen den Dialekt nur noch als Zweitsprache oder überhaupt nicht mehr erlernen.
Die Mundartsprecher leben in einer Umgebung mit französischer Schriftsprache. Alle Medien (Internet, Fernsehen, Rundfunk, Zeitungen, Bücher) erscheinen auf Französisch. Dies prägt das Mundartsprechen in besonderer Weise. Beispiele (in Forbacher Mundart):
- Mir kenne all Platt redde. Awwer, wammer des schreiwe solle, iss dess schwer! („Wir können alle Platt sprechen. Aber wenn wir das schreiben sollen, ist das schwer.“)
- Sinner gewannert? Jo, am erschte April simmer gewannert. („Sind Sie (wörtlich: Seid Ihr) umgezogen? Ja, am ersten April sind wir umgezogen.“)[6]
- Die wohne in de Biseeschtroos. („Die wohnen in der rue Bizet.“ Der Straßenname wird aus dem Französischen rückübersetzt.)
- Dess iss awwer e scheennie Plaasch. („Das ist aber ein schöner Strand.“ Der Mundart fehlt das Wort für Strand; es wird aus dem Französischen entlehnt.)

Für die meisten Kinder in Lothringen ist heute das Lothringische nicht mehr Muttersprache, sondern nur noch „Großmuttersprache“. So ist zu erwarten, dass dieser Dialekt in einigen Jahrzehnten nur noch als „Folkloresprache“ vorhanden sein wird.
Seit Beginn der 1990er Jahre steigt allerdings kontinuierlich die Anzahl der Schüler, die bilinguale Schulen bzw. Kindergärten besuchen, in denen neben Hochdeutsch auch die lokalen Dialekte zumindest mit einigen Unterrichtseinheiten berücksichtigt werden. Im gesamten Département Moselle (also auch im seit jeher französischsprachigen Teil um Metz) lernten 2020 knapp 34 % aller Vor- und Grundschüler und etwa 46 % aller Gymnasiasten Deutsch. Somit wird Deutsch im Département Moselle seltener unterrichtet als im benachbarten Elsass.

## Deutsch-Französische Sprachgrenze
Im Deutschen Bellistum des Herzogtums Lothringen und in den Kleinterritorien Deutsch-Lothringens war Deutsch in der Frühen Neuzeit Umgangs- und Amtssprache. Im Südwest- und Zentralteil Lothringens mit den Verwaltungssitzen Metz und Nancy sprach man romanische Mundarten und Französisch. Bis zum Dreißigjährigen Krieg verlief die deutsch-französische Sprachgrenze entlang einer Linie vom damals luxemburgischen Diedenhofen (Thionville) nach Duß (Dieuze) im lothringischen Salinengebiet. Nach 1635 verschob sich die Sprachgrenze allmählich in Richtung Osten, wozu der französische Festungsbau und die Zuwanderung von Picarden beitrugen. Das Herzogtum Lothringen kam 1766 zu Frankreich, die letzten Kleinterritorien in den 1790er Jahren. Mit dem Vordringen des Französischen nach Osten wurden ehemals deutschsprachige Gemeinden zunächst zweisprachig und zuletzt einsprachig französisch. 1843 waren im damaligen Département Meurthe folgende Gemeinden zweisprachig: Albestroff, Marimont-lès-Bénestroff, Bénestroff, Guinzeling, Nébing, Vahl-lès-Bénestroff, Lostroff.
Von 1871 bis 1918 verlief die deutsch-französische Sprachgrenze im neu geschaffenen Bezirk Lothringen entlang einer Linie von Diedenhofen nach Saarburg. Im deutsch-lothringischen Sprachgebiet lagen die Städte Diedenhofen, Forbach, Saargemünd, Saaralben, Bitsch und Pfalzburg. Während der Zeit im deutschen Kaiserreich zwischen 1871 und 1918 bildete die Stadt Metz aufgrund der Zuwanderung von „reichsdeutschen“ Beamten und Soldaten eine mehrheitlich deutsche Sprachinsel innerhalb ihres französischsprachigen Umlandes, dem Landkreises Metz.
Nach Constant This (Die deutsch-französische Sprachgrenze in Lothringen, Straßburg 1887, S. 23 ff.), dessen Angaben auf Beobachtungen und Erkundigungen beruhen, die an Ort und Stelle gesammelt wurden, verlief die Sprachgrenze 1887 zwischen folgenden zwei Linien:

### Deutsche Linie
Im Nordwesten beginnend: „Redingen, Rüssingen, etwa von Esch bis Ober-Tetingen der luxemburgischen Grenze entlang, Wollmeringen, Nonkeil, Ruxweiler, Arsweiler, Algringen, Volkringen mit Weymeringen, durch Susingen und Schremingen nach Flörchingen, Ebingen, durch Ueckingen nach Bertringen, Niedergeningen, Obergeningen, Gelingen, Schell, Kirsch bei Lüttingen, Lüttingen, Bidingen, durch den Bann Ebersweiler nach Pieblingen, Drechingen, Buchingen, Rederchingen, Mengen, Gehnkirchen, Brechlingen, Volmeringen, Lautermingen, Helsdorf, Bruchen, Bizingen, Morlingen, Zondringen, Füllingen, Gänglingen, Elwingen, Kriechingen, Maiweiler, über Falkenberger Bann nach Edelingen, Einschweiler, Weiler, Beningen, Harprich, Mörchingen, Rakringen, Rodalben, Bermeringen, Virmingen, Neufvillage, Leiningen, durch Albesdorf nach Givrycourt, Münster, Lohr, Lauterfingen mit Mittersheim, Berthelmingen, St. Johann von Basel, Gosselmingen, Langd mit Stockhaus, Saarburg mit Gehöften, Bühl, Schneckenbusch, Bruderdorf, Plaine de Walsch, Harzweiler, Biberkirch mit Dreibrunnen, Walscheid, Eigenthal, Nonnenberg, Thomasthal, Soldatenthal, von da eine Linie durch das Quirintal nach dem Donon.“

### Französische Linie
„Deutsch-Oth, Oettingen, Bure, Tressingen, Havingen, Fentsch, Nilvingen, Marspich, über Susingen und Schremingen nach Ober-Remelingen, Nieder-Remelingen, Fameck, durch Ueckingen nach Reichersberg, Buss, Rörchingen, Monterchen, Mancy, Altdorf, Endorf, St. Bernard, Villers-Bettnach, Brittendorf, Niedingen, Epingen (Charleville), Heinkingen, Northen, Contchen, Waibelskirchen, Wieblingen, Bingen, Rollingen, Silbernachen, Hemilly, Argenchen, Niederum, Chémery, Thonville, Nieder- und Ober-Sülzen, Landorf, Baronweiler, Rode, Pewingen, Metzing, Conthil, Zarbeling mit Liedersingen, Bensdorf, Vahl, Montdidier, durch Albesdorf nach Dorsweiler, Geinslingen, Losdorf, Kuttingen, Rohrbach, Angweiler, Bisping, Disselingen, Freiburg, Rodt, Kirchberg am Wald, über Bebinger Bann nach Imlingen, Hessen, Nitting, Weiher, Alberschweiler, Lettenbach, St. Quirin, Türkstein.“

## Sprache
Die lothringischen Dialekte wurden beschrieben im Wörterbuch der deutsch-lothringischen Mundarten. Lothringisch gehört innerhalb des Dialektkontinuums teils zum rheinfränkischen und teils zum moselfränkischen beziehungsweise luxemburgischen Dialektraum, vergleichbar den Dialekten im Saarland. Innerhalb des Dialektkontinuums sind die Mundarten im Nahbereich verständlich, jedoch treten über größere Entfernungen und insbesondere über die Dat-das-Linie hinweg zunehmend Verständnisschwierigkeiten auf. So kann ein Forbacher einer Unterhaltung in Diedenhofer Platt nicht folgen, obgleich die Städte nur 50 km auseinander liegen. Allerdings wird die Mundart ohnehin nicht für überregionale Konversation benutzt, sondern vorwiegend im familiären und regionalen Umfeld.

### Varianten

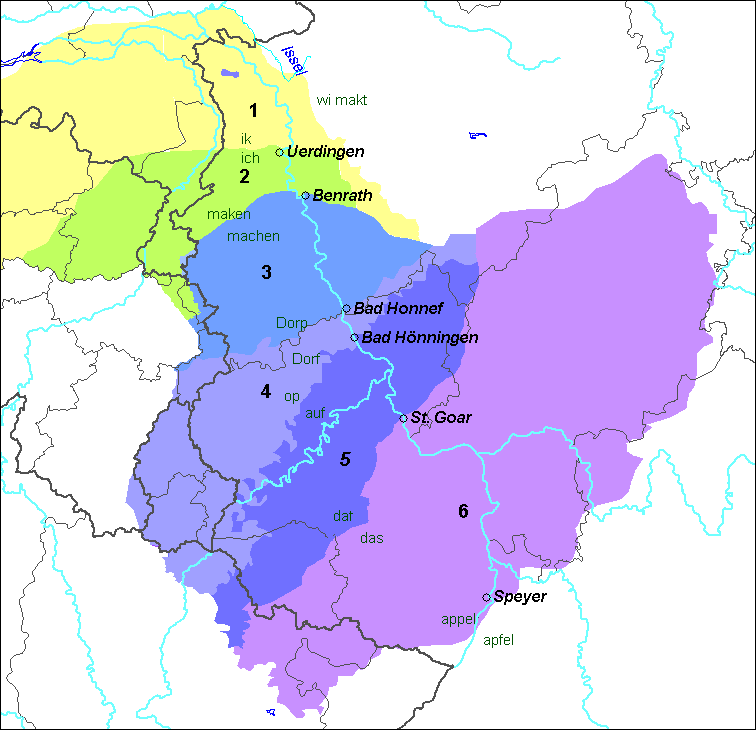
Rheinischer Fächer:
1. Niederfränkisch,
2. Limburgisch,
3. Ripuarisch,
4. nördliches Moselfränkisch (Westmosellothringisch),
5. südliches Moselfränkisch (Niedlothringisch),
6. Rheinfränkisch (Saarlothringisch)

Die Isoglosse op/of trennt die luxemburgische Variante des Moselfränkischen vom Moselfränkischen. Emil Guelen (1939) nennt die westlich der Mosel gesprochene Mundart das Westmosellothringische, die östliche Variante das Niedlothringische.

Beispiel für das Westmosellothringische: 
All Mënsch kënnt fräi a mat deer selwechter Dignitéit an deene selwechte Rechter op d'Welt. Jiddereen huet säi Verstand a säi Gewësse krut a soll an engem Geescht vu Bridderlechkeet deenen anere géintiwwer handelen.
Auf westmosellothringischer Seite bleiben Zeurange, Grindorf, Flastroff, Waldweistroff, Lacroix, Rodlach, Bibiche, Menskirch, Chémery, Edling, Hestroff. Auf niedlothringischer Seite bleiben Schwerdorf, Colmen, Filstroff, Beckerholtz, Diding, Freistroff, Anzeling, Gomelange, Piblange.

Beispiel für das Niedlothringische (Leï, la, lõrt = hier, da, dort): 

Leï, la, lõrt – dat isch der Bolcher Wuat;
un wer dat Bolcher Wuat nit kann,
der het kän Däl am Bolcher Bann.
Die Isoglosse dat/das trennt das Niedlothringische vom Saarlothringischen. Emil Guelen (1939) nennt die östlich der Nied gesprochene Mundart das Saarlothringische.
Auf niedlothringischer Seite bleiben Ham-Sous-Varsberg, Varsberg, Bisten, Boucheporn, Longeville, Laudrefang, Tritteling, Tetting, Mettring, Vahl-lès-Faulquemont, Adelange, auf saarlothringischer Seite bleiben Creutzwald, Diesen, Carling, Porcelette, Saint-Avold, Valmont, Folschviller, Lelling, Guessling-Hémering, Boustroff.

Beispiel für das Saarlothringische: 
Alle Mensche sìnn frei ùnn mìt derselwe Dignité ùnn deselwe Reschde gebòr. Se sìnn begabt àn Venùnft ùnn mìnn zùenänner ìm Gäscht vùnn Brìderlichkät hannele.

## Zweisprachige Verkehrszeichen

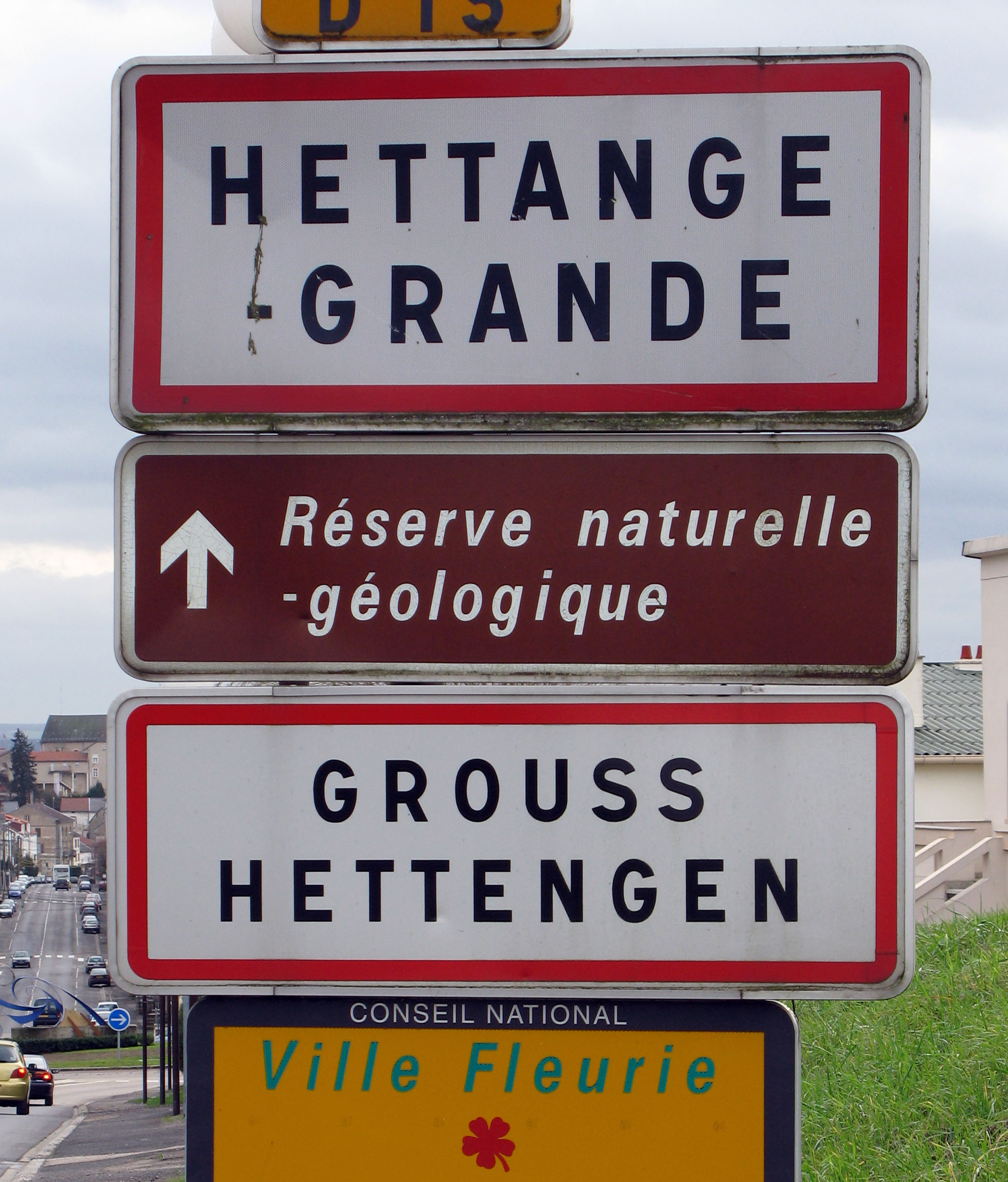
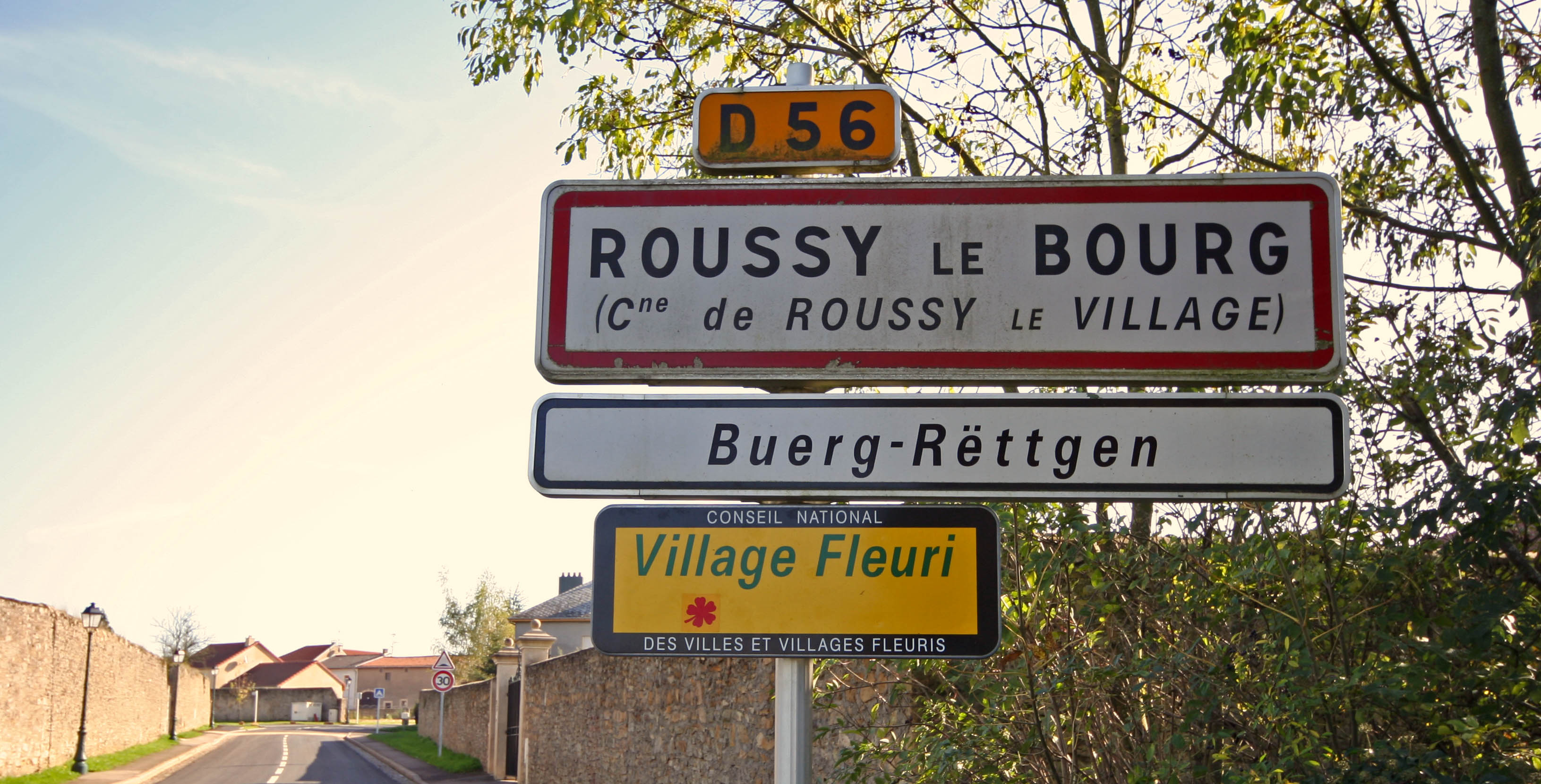